# Druy-Parigny
Druy-Parigny település Franciaországban, Nièvre megyében. Lakosainak száma 303 fő (2022. január 1.). Druy-Parigny Beaumont-Sardolles, Avril-sur-Loire, Béard, Fleury-sur-Loire, Saint-Ouen-sur-Loire, Sougy-sur-Loire és Trois-Vèvres községekkel határos.

## Népesség
A település népességének változása:
| Lakosok száma | 360  | 337  | 331  | 320  | 315  | 308  | 307  | 305  | 303  |
|               | 2013 | 2015 | 2016 | 2017 | 2018 | 2019 | 2020 | 2021 | 2022 |